# Amphibologryllacris butmasi
Amphibologryllacris butmasi är en insektsart som beskrevs av Hugel 2009. Amphibologryllacris butmasi ingår i släktet Amphibologryllacris och familjen Gryllacrididae. Inga underarter finns listade i Catalogue of Life.